# Phorbas equiosculatus
Phorbas equiosculatus är en svampdjursart som först beskrevs av Pansini 1987.  Phorbas equiosculatus ingår i släktet Phorbas och familjen Hymedesmiidae. Inga underarter finns listade i Catalogue of Life.